# Alexander Brunst
Alexander Brunst-Zöllner (* 7. Juli 1995 in Neumünster) ist ein deutscher Fußballtorwart, der aktuell beim SV Darmstadt 98 unter Vertrag steht.

## Karriere

### Anfänge & Wechsel nach Hamburg
Brunst begann seine Karriere in der Jugend von Olympia Neumünster und des TSV Gadeland, bevor er 2008 in die C-Jugend (U14) des Nachwuchsleistungszentrum des Hamburger SV wechselte. Am 3. April 2010 debütierte Brunst bei der 2:3-Heimniederlage gegen die U17-Mannschaft von Hannover 96 in der B-Junioren-Bundesliga für die B-Junioren des HSV. In der Saison 2009/10 kam er auf einen weiteren Einsatz in der U17-Liga. In der nächsten Spielzeit stand er ein weiteres Mal im Tor der U17-Mannschaft. In der Saison 2011/12 etablierte er sich als Stammtorhüter des HSV in der U17-Liga und kam auf 19 Einsätze, wobei er die Liga auf dem fünften Platz beendete. Zudem stand er in zwei Partien der U19-Mannschaft in der A-Junioren-Bundesliga im Kader.
In der Saison 2012/13 kam er auf elf Einsätze in der U19-Liga und einen Einsatz im DFB-Pokal der Junioren. Zudem kam er zwischen Dezember 2012 und Mai 2013 dreimal für die U-18-Auswahl des DFB zum Einsatz. Die B-Junioren-Bundesliga schloss der HSV auf dem zehnten Platz ab.
In der nächsten Spielzeit kam er auf 21 Einsätze in der U19-Liga, wobei er ein Spiel als Kapitän spielte und eine Vorlage gegen Dynamo Dresden beisteuerte. Die Mannschaft landete erneut auf dem zehnten Platz. Am 27. Oktober 2013 stand Brunst beim Regionalligaspiel gegen den SC Victoria Hamburg erstmals im Tor der zweiten Mannschaft (U23) und stand danach in der Saison weitere viermale im Spieltagskader. Im Januar 2014 reiste er für den verletzten René Adler mit der ersten Mannschaft ins Trainingslager nach Abu Dhabi.
Zur Saison 2014/15 rückte Brunst in den Bundesligakader auf; er unterschrieb einen Profivertrag bis zum 30. Juni 2016. Bei den Profis war Brunst hinter Jaroslav Drobný und René Adler die Nummer drei. Dabei stand er in 19 Spielen im Spieltagskader für die Profis. Spielpraxis erhielt er weiterhin in der zweiten Mannschaft in der Regionalliga Nord, wobei er in der Spielzeit auf 24 Einsätze kam. Die Mannschaft erreichte in der vierten Liga den dritten Platz.

### Über Wolfsburg nach Magdeburg
Zur Saison 2015/16 wechselte Brunst in die zweite Mannschaft des VfL Wolfsburg. Am 25. Juli 2017 absolvierte Brunst beim 1:1 am ersten Spieltag gegen die SV Drochtersen/Assel sein erstes von 29 Punktspielen in der Regionalliga Nord für den VfL. Im September 2015 kam er einmal in der U-20-Auswahl zum Einsatz. Als Meister der Regionalliga Nord qualifizierte sich die Reserveelf des VfL Wolfsburg für die Aufstiegsspiele in die 3. Liga, wo sie nach Hin- und Rückspiel mit 1:2 dem SSV Jahn Regensburg unterlagen. Brunst war in beiden Spielen zum Einsatz gekommen. In der Folgesaison spielte Brunst in 23 Viertligapartien und belegte mit der Zweitvertretung des VfL Wolfsburg den dritten Platz.
Im Sommer 2017 wechselte Brunst in die 3. Liga zum 1. FC Magdeburg. Am 24. Oktober 2017 hatte er bei der 0:5-Niederlage im Zweitrundenspiel im DFB-Pokal gegen Titelverteidiger Borussia Dortmund seinen ersten Einsatz. Seinen ersten Ligaeinsatz hatte er am 13. April 2018 beim 2:1-Auswärtssieg gegen den SV Wehen Wiesbaden, als er für den verletzten Stammtorhüter Jan Glinker in die Startelf rückte. Am Ende der Saison stieg er mit dem 1. FC Magdeburg in die 2. Bundesliga auf und gewann den Sachsen-Anhalt-Pokal. Brunst kam in der Saison auf fünf Ligaspiele.
Zur Zweitligasaison 2018/19 hatte zwar Jan Glinker den Verein verlassen, stattdessen startete allerdings Jasmin Fejzić als Stammtorhüter in die Saison. Nachdem dieser in den ersten Spielen nicht die erhoffte Leistung gezeigt hatte, übernahm Brunst ab dem fünften Spieltag den Platz zwischen den Pfosten, als er im Spiel gegen Arminia Bielefeld zum Einsatz kam. Bis zur Winterpause absolvierte Brunst die weiteren Ligaspiele. Mit Beginn der Rückrunde musste sich Brunst dann gegen den Neuzugang Giorgi Loria erneut hinten anstellen. Loria verletzte sich vor dem 28. Spieltag im Bereich der Adduktoren, sodass Brunst zum Auswärtsspiel beim Hamburger SV erneut in die Startformation der Magdeburger rückte. Brunst kam auf insgesamt 19 Ligaspiele und stieg am Ende der Saison auf dem 17. Tabellenplatz direkt mit dem Club in die Dritte Liga ab.
In der Drittliga-Saison 2019/20 begann Brunst als Stammtorhüter die Saison und stand in den ersten sieben Spielen für den FCM im Tor. Anfang September erlitt Brunst eine schwere Blinddarmentzündung, die mit Komplikationen verlief und Brunst für mehrere Wochen spielunfähig machte. In dieser Zeit übernahm Morten Behrens den Platz im Tor. Auch nach der Genesung von Brunst konnte er sich den Stammplatz zunächst nicht für sich behaupten und blieb im weiteren Verlauf der Saison nur der Ersatztorwart hinter Behrens, wobei er auf zwei weitere Einsätze kam.

### Wechsel nach Dänemark
Im Jahr 2020 wechselte Brunst zum dänischen Erstligaaufsteiger Vejle BK. Zu Saisonbeginn war er nur Ersatztorhüter, stieg aber im Saisonverlauf zum Stammkeeper auf. Nach neun Einsätze in der Superliga stand die Mannschaft auf dem zehnten Platz und spielte damit in der Abstiegsrunde, jedoch konnte Brunst mit der Mannschaft in weiteren zehn Spielen den Abstieg auf dem vierten Platz verhindern. In sieben seiner ersten elf Spielen blieb er ohne Gegentor und stellte damit einen neuen Superliga-Rekord auf. Zudem schaffte es seine Mannschaft im Pokal bis ins Viertelfinale und er machte ein Spiel in der Reserveliga.
In der nächsten Saison kam er auf zwölf Ligaeinsätze in der regulären Spielzeit, wobei die Mannschaft den elften Platz erreichte. In der Abstiegsrunde kam er auf neun Einsätze, konnte die Mannschaft auf dem fünften Platz jedoch nicht vor dem Abstieg retten. Im Pokal spielte er vier Partien und scheiterte schließlich mit seiner Mannschaft im Halbfinale gegen den FC Midtjylland. Zudem kam er auf vier Einsätze in der Reserveliga, die er alle als Kapitän bestritt.

### Rückkehr nach Deutschland
Nach dem Abstieg von Vejle BK schloss sich Brunst im Sommer 2022 dem SV Darmstadt 98 an, wo er einen Vertrag bis 2024 unterschrieb. Er wurde Ersatztorwart hinter Marcel Schuhen, nachdem der vorherige Ersatztorhüter Behrens an den SV Waldhof Mannheim verliehen wurde. Am 10. November 2022 gab er beim 0:1-Auswärtssieg gegen den 1. FC Magdeburg sein Pflichtspieldebüt, als er zur Halbzeit für den verletzten Schuhen eingewechselt wurde. Am 25. November 2023 stand Brunst beim Spiel gegen den SC Freiburg (1:1) für den verletzten Schuhen in der Startelf und gab damit sein Bundesligadebüt.

## Erfolge
- Aufstieg in die Bundesliga: 2023
- Deutscher Drittligameister und Aufstieg in die 2. Bundesliga: 2018
- Meister der Regionalliga Nord: 2016
- Landespokal-Sachsen-Anhalt-Sieger: 2018

## Persönliches
Brunst kam mit schwerwiegenden koordinativen Einschränkungen zur Welt. Erst 12 Jahre Ergotherapie machten für ihn eine Karriere als Profisportler möglich.
Brunst ist verheiratet und Vater eines Kindes.